# OSS Detachment 101
Das OSS Detachment 101 (dt. Abteilung 101) wurde am 22. April 1942 unter dem Kommando von Oberst Carl F. Eifler aufgestellt. Es war die erste Einheit für Spezialoperationen (SO), die vom Coordinator of Information (COI), dem Vorgänger des Office of Strategic Services (OSS) der US-Regierung, in Burma gebildet wurde.
Die Hauptaufgaben der Abteilung 101 bestanden darin, Informationen über die japanische Schlachtordnung zu sammeln, Ziele für die 10th Air Force zu finden, abgeschossene alliierte Besatzungen zu retten und burmesische Truppen – hauptsächlich ethnische Kachins – zu rekrutieren und diese zum Guerillakampf auszubilden.

## Vorgeschichte
Ohne besonderen Widerstand gelang den Streitkräften des  Japanischen Kaiserreichs im Frühjahr 1942 die Eroberung Burmas. Die Hauptstadt Rangun und die Stadt Mandalay fielen schnell an die Invasoren.
Burma war ein Schlüsselfaktor für den Verlauf des Krieges in Südostasien. Daher arbeitete die US-Regierung an strategischen Plänen zur Bekämpfung der Japaner. Sie kamen zu dem Schluss, dass bei jedem erfolgreichen Versuch zu Befreiung der Länderunter japanischer Kontrolle zu befreien, auch Spionage und Subversion einzusetzen seien.
US-Präsident Franklin D. Roosevelt war ein Bewunderer der etablierten Programme dieser Art, die insbesondere vom Vereinigten Königreich eingesetzt wurden. Deren Special Operations Executive (SOE) sollte als Vorbild für eine gleichartige amerikanische Organisation dienen.
General William J. Donovan wurde ausgewählt um ein Programm einzurichten, das dem der Briten glich. Die erste Bezeichnung der neuen Organisation lautete Office of the Coordinator of Information. Kurz darauf wurde sie in Office of Strategic Services (OSS) geändert. Sie war der Vorläufer der heutigen Central Intelligence Agency (CIA). Stellvertretender Direktor des OSS wurde Millard Preston Goodfellow, der zuvor im Büro des Assistant Chief of Staff for Intelligence (G-2) in Washington gearbeitet hatte.

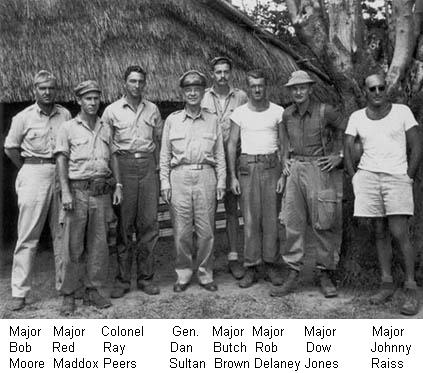
Offiziere der Abteilung 101

Kurz nach seiner Ernennung setzte sich Donovan mit General Joseph Stilwell in China in Verbindung, um ein Programm für das japanisch besetzte Burma auszuarbeiten. Als Leiter der zu gründenden Einheit schlug Stilwell Captain Carl F. Eifler vor, der zu diesem Zeitpunkt eine Kompanie des 35. Infanterieregiments auf Hawaii befehligte. Eifler rekrutierte sofort Offiziere und Unteroffiziere, die seiner Meinung nach bei der Entwicklung eines Teams für die bevorstehenden Aufgaben helfen könnten. Zudem richtete Eifler Schulungseinrichtungen in Maryland ein. So entstand etwa 40 Kilometer von Washington entfernt auch das Area B, eine der wichtigsten Schulen.
Das Training der zunächst 21 Mitglieder umfassenden und als OSS Abteilung 101 benannten Gruppe, begann Anfang April 1942. Es umfasste das Erlernen der Anwendung von Sprengstoff, Such- und Rettungsmethoden, Kryptographie, Nahkampftechniken, Fallschirmspringen um hinter den feindlichen Linien erfolgreich Sabotageaktionen durchzuführen, sowie die amphibische Landung an feindlichen Stränden. Allerdings verfügte keiner von ihnen über Kampferfahrung. Die Gruppe reiste Ende Mai 1942 mit einem Frachtschiff nach Asien ab.

## Detachment 101 in Burma

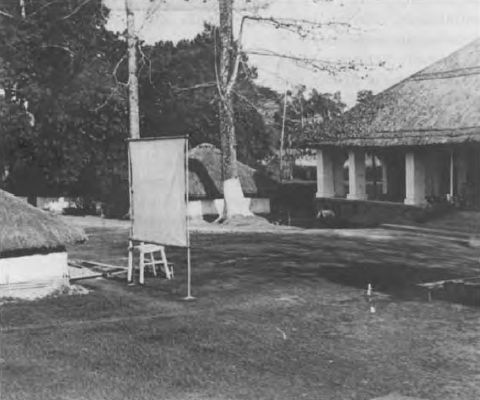
Hauptquartier Nazira

Das Hauptquartier wurde auf einer Teeplantage in Nazira, im indischen Bundesstaat Assam errichtet. Dort agierte die Abteilung unter dem Deckmantel eines Zentrums für Malariaforschung.
Am 20. Juni 1942 traf sich Oberst Eifler mit Colin H. Mackenzie, Kommandant der britischen Special Operations Executive (SOE), auch Force 136 genannt, in Indien. In dem Gespräch informierte er Mackenzie über seinen vorgeschlagenen Einsatzplan und sprach zwei potenzielle Bedenken an.
1. Bei der Rekrutierung von Personal sollte SOE den Vorrang haben.
2. Eine Verbindungsvereinbarung sollte regeln, dass die beiden Organisationen sich nicht gegenseitig behinderten, indem sie ähnliche Operationen in denselben Gebieten durchführten.

Beides konnte einvernehmlich geregelt werden. Major Wally Richmond wurde von Mackenzie zu Eiflers Verbindungsoffizier ernannt.
Mittels der Mitarbeit eines ehemaligen Bezirksförsters, fanden die Rekrutierer der Abteilung 101 rund fünfzig Flüchtlinge und burmesische Militärangehörige. die sich um ihre Bezahlung sorgten oder die Gelegenheit suchten, sich gegen die Japaner zu erheben.

### Operationen
Die erste Operation war eine Kurzstreckenmission. Eine zwölfköpfige Patrouille (A-Group) wurde von Nazira ausgeschickt. Ihre Aufgabe bestand darin, ein Basislager auf japanischem Territorium zu errichten und die Eisenbahnlinie nach Myitkyina zu sabotieren (siehe Mandalay-Myitkyina Eisenbahn). Am 27. Januar 1943 sprang die Gruppe mit dem Fallschirm in eine kleine Dschungellichtung etwa 60 Kilometer südlich von Myitkyina. Jeder Mann trug Lebensmittel, Waffen und Munition sowie einen Vorrat an Composition C Sprengstoff. Die Gruppe kam schnell durch den Dschungel voran und legte in zwei Tagen rund 30 Kilometer unwegsames Gelände bis zur Bahnlinie zurück. Dort angekommen zündeten die Männer eine Reihe verzögerter Sprengladungen an den Schienen und sprengten so insgesamt fünf Meilen Gleis. Nach einer Reihe Fluchtversuche, bei denen sie von den Japanern hartnäckig verfolgt wurden, erreichten elf Überlebende der ursprünglich zwölf Männer fast fünf Wochen später Nazira.

#### Operation Forward
Eine kleine Gruppe von Mitarbeitern der Abteilung 101 verlegte Ende Dezember 1942 nach Fort Hertz um die spätere Operation Forward durchzuführen. Von hier aus zogen sie nach Sumprabum in der Nähe der japanischen Frontlinien.
Operation Forward war dazu geplant um potenzielle Ziele für Bombenabwürfe zu identifizieren, über aktuelle Wetterbedingungen im Zielgebiet zu informieren und sehr begrenzte Kampfhandlungen gegen lokale japanische Streitkräfte durchzuführen. Dazu wurde die Gruppe mit einigen burmesischen und Kachin-Rekruten verstärkt. Die Operation war ein Erfolg und es wurden weitere kleinere Vorstöße in von Japan kontrollierte Gebiete vorgenommen.
Im Februar 1943 trafen Captain William C. Wilkinson und vier Agenten in Sumprabum ein und begannen weitere Kachins in der Gegend zu kontaktieren. Durch einen japanischen Vormarsch auf die Stadt wurden sie bald darauf zur Flucht gezwungen, aber im April infiltrierte Wilkinson von Fort Hertz aus japanische Linien zu Fuß, um eine Operationsbasis in Ngumla zu errichten, wo er eine kleine Guerillatruppe aufstellte, die Informationen sammelte und den Japanern kleine Nadelstiche verpasste.
Anfang März 1943 sandte Eifler drei Gruppen in die oberen Täler von Hukawng und Taro, um das Gebiet zwischen japanischen Patrouillen und den Pionieren, die die Ledo-Straße bauten, zu erkunden.

#### Operation Knothead
Im April startete die Operation Knothead. Eine Gruppe der Abteilung 101 drang von Fort Hertz aus durch die japanischen Linien und überquerte die Kumon Range in das Hukawng-Tal. Dort führte der Kachin-Anführer Zhing Htaw Naw seinen eigenen Guerillakrieg gegen die Japaner. Die Agentengruppe schloss sich ihm an und zusammen sammelten sie Informationen, beschossen japanische Abteilungen aus dem Hinterhalt, lieferten Ziele für die 10th Air Force, halfen abgeschossenen alliierten Fliegern und bauten eine provisorische Landebahn.

Männer der Abteilung 101 mit Kachin-Guerilla

#### Myitkyina I
Bis Ende 1943 hatte die Abteilung 101 mehrere andere Geheimdienst- und Operationsgruppen in Nordbirma infiltriert. Eine Gruppe ließ sich im Gebiet Myitkyina nieder, organisierte eine kleine Guerillatruppe und half abgeschossenen alliierten Fliegern bei der Flucht. Ein Agent beobachtete den Flugplatz Myitkyina mit einem Teleskop von einem nahe gelegenen Hügel aus und meldete den Verkehr direkt an die 10th Air Force (Operation Pat). Im Westen bei Taro bildete eine andere Gruppe 500 Guerillas aus und berichtete von japanischen Aktivitäten an der rechten Flanke der alliierten Streitkräfte, die ihren Vormarsch nach Burma vorbereiteten. Andere Gruppen drangen noch weiter hinter die japanischen Linien vor. Bis Dezember 1943 hatte die Abteilung 101 elf Radiostationen, die regelmäßig hinter den feindlichen Linien berichteten.
Das stete Wachstum der Abteilung 101 und die Vorbereitungen für die kommende Offensive der Alliierten machten eine umfassende Umstrukturierung erforderlich, die Ende 1943 vollzogen wurde. Donovan ersetzte Eifler, der an einer Kopfverletzung laborierte, die er sich während eines Einsatzes zugezogen hatte, durch Generalleutnant William R. Peers, der davor als Operations- und Ausbildungsoffizier der Abteilung gedient hatte. John G. Coughlin erhielt unter Konteradmiral Milton E. Miles das Kommando über alle OSS-Aktivitäten in Asien.

#### Operationen Balls und Rex
Ende 1943 und Anfang 1944 führte die Abteilung 101 immer weiter südlich ehrgeizigere Operationen über große Entfernungen hinter die japanischen Linien durch. In Südburma war die Bevölkerung nicht bereit den Alliierten zu helfen. Daher waren die Missionen Balls und Rex absolute Fehlschläge. Die Operation Rex war die ehrgeizigste von allen. Ein Zwei-Mann-Team sprang in den frühen Morgenstunden des 13. November 1943 mit dem Fallschirm in die Außenbezirke von Rangun ab, um den Hafenverkehr zu melden. Es wurde nie wieder etwas von ihnen gehört. Daraufhin änderte die Abteilung 101 die Operationskonzepte, entwickelte ständige Betriebsabläufe und führte neue, erforderliche Schulungen ein.

#### Operation Tramp
Am 15. Januar 1944 sprang eine sechsköpfige Gruppe der Abteilung 101 mit Fallschirmen in den japanisch besetzten Teil des Taro-Gebiets, um dort einen Stützpunkt zu errichten.

#### Myitkyina II
Als in der Nacht des 5. März 1944 die Chindit-Operation Thursday startete, waren auch Kachin-Soldaten der Abteilung 101 beteiligt. Eine erste Gruppe Kachins, die als Führer den Chindits zugeteilt waren, kamen bei einem Absturz eines Waco-Lastenseglers ums Leben. Nachdem die Abteilung 101 schnell für Ersatz sorgen konnte, waren am 19. März dann sechs Kachins am Landeplatz mit dem Decknamen Broadway. Während ihrer Patrouillen identifizierten und nahmen die Kachins örtliche Kollaborateure fest. Im weiteren Verlauf der Operation wurden die Kachins auf insgesamt vier Funkteams verstärkt.
Mit der Unterstützung durch diese Einheiten konnten die Chindits auf zu erwartende Angriffe aufmerksam gemacht werden und so japanischen Formationen ausweichen. Einige Entscheidungen der Chindits hatten jedoch unbeabsichtigte Konsequenzen. Da die Gruppe am 7. Mai bei ihrem Vormarsch von Mawlu nach Norden nur minimale Vorräte transportieren konnte, ließen sie Uniformen und Waffen zurück, die die Japaner dann einsammelten. Infolgedessen trafen Elemente der Abteilung 101 in der Gegend wiederholt auf japanische Patrouillen, die diese britischen Uniformen trugen.
In der Nacht zum 17. Mai 1944 führten Kachin-Guerillas der Abteilung 101 Soldaten der Merrill’s Marauders ungesehen an den Rand des Flugfeldes von Myitkyina. Am nächsten Morgen überraschten chinesische Truppen zusammen mit den Marauders die Japaner und eroberten schnell das Flugfeld. Weil die chinesischen Truppen allerdings einen großen strategischen Fehler begingen und sich selbst dabei dezimierten hatte NCAC keine andere Wahl, als innezuhalten. Es war nicht darauf vorbereitet, die Stadt Myitkyina zu belagern. Zudem setzte der Monsun ein und dringend benötigte Ersatz- und Hilfsgüter konnten nicht schnell geliefert werden. Während Myitkyina nicht durch die Bodentruppen eingenommen werden konnte, mussten die Japaner zermürbt und ihre Nachschublinien unterbrochen werden.
Während die Abteilung 101 um Myitkyina damit begann die japanischen Fluchtwege zu zerstören, zogen die NCAC-Streitkräfte im Süden die Schlinge um Myitkyina immer enger. Eine der letzten verbliebenen japanischen Verbindungen zur Versorgung, Verstärkung und Entlastung der japanischen Streitkräfte im Norden war die Stadt Mogaung. Zusammen mit den Chindits nahm ein Kachin-Regiment der Abteilung 101 am 26. Juni 1944 die Stadt ein. Am 3. August stellten chinesische Truppen fest, dass Myitkyina mittlerweile von den japanischen Einheiten geräumt worden war.

#### Die letzten Operationen in Burma
Von August bis Dezember 1944 unterstützte die Abteilung 101 den Vormarsch der Alliierten zu einer Frontlinie von Katha nach Bhamo. Unterdessen führten Kachin-Guerillas Hinterhalte durch und schützten die Flanken der britischen 36. Division bei ihrem Vorstoß auf Katha. Die Japaner evakuierten Bhamo am 15. Dezember, was den Weg für einen Vorstoß zur alten Burmastraße ebnete.
Ursprünglich war geplant, die Abteilung 101 zu deaktivieren, sobald die Burmastraße erreicht war, doch die kritische Lage in China veranlasste das Hauptquartier dazu, die Beibehaltung der Kachin-Bataillone zu beantragen. 1500 Kachins meldeten sich freiwillig zu einer letzten Offensive, um die Burmastraße durch einen allgemeinen Vormarsch nach Süden zu sichern. Ab April 1945 drangen die Kachins erneut in japanisch besetztes Territorium ein, errichteten Stützpunkte und bedrängten japanische Nachschubwege, insbesondere die Taunggyi-Kentung-Straße, über die japanische Truppen nach Thailand zu fliehen versuchten.

## Die Kachin Rangers
Ein großes Problem für die Abteilung 101 war die Kommunikation mit den Kachins. Erst als das Team im August 1943 die Dienste von Pater Dennis MacAllindon erhielt, der die Kachin-Sprache verstand, konnten etliche der Einheimischen rekrutiert werden. Einige der neuen Rekruten wurden zur Ausbildung als Agenten nach Assam zurückgeschickt, andere schlossen sich der Guerilla an. Während des Trainings stellte sich heraus, dass die Kachins sich gegen die Benutzung des Maschinengewehrs sträubten. Sie sagten Oberst Eifler, dass sie es vorzogen eine Schrotflinte zu benutzen, eine Waffe, mit der sie vertraut waren. Dementsprechend ersuchte Eifler Washington, ihm 500 dieser Waffen zu schicken. Die Kachins fanden sofort Gefallen an den ihnen dann übergebenen Springfield-Vorderlader und trugen sie während des gesamten Burmafeldzugs.

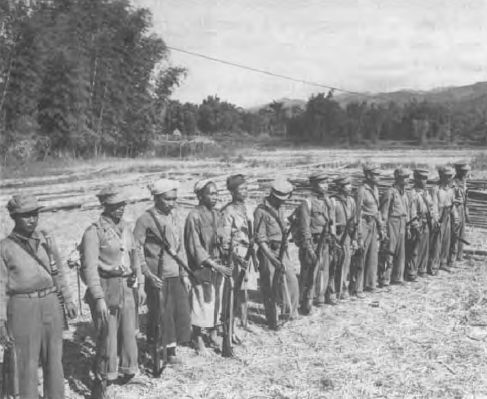
Ein Trupp der Kachin Rangers in Burma

Im Januar 1944 waren etwa 700 Guerillas rekrutiert und ein Netzwerk von Agenten aufgebaut, von denen einer Generalunternehmer der Japaner in der Region Myitkyina war.
Trotz ihrer unterschiedlichen Ethnie und Kultur kamen die beiden Parteien gut miteinander aus. Agenten der Abteilung 101 nahmen an Kachin-Festivals teil, sahen sich ihre musikalischen Prozessionen an und schlossen sich ihren Spielen, Wettläufen und Festen an.
Die vier Bataillone der Kachins zählten zur Zeit ihrer vollsten Stärke 10.800 indigene Soldaten.
Kachin-Agenten schätzten die Zahl der Japaner zunächst auf etwa das Dreifache ihrer tatsächlichen Stärke ein. Doch nach einem intensiveren Training gelang es nach und nach zu äußerst genauen Zahlen zu kommen.

## Die Arakan Field Unit (AFU)
Zur Unterstützung des indischen XV Korps der britischen 14. Armee entlang der burmesischen Küste, wurde die Arakan Field Unit (AFU) der Abteilung 404 mit 175 Mann und angeführt von Major Lloyd E. Peddicord eingesetzt. Im Februar 1945 übernahm die Abteilung 101 die operative Kontrolle über die AFU.
An der Küste von Arakan führten sie gemeinsam Aufklärungsmissionen entlang ihrer zahlreichen Buchten und Flüsse durch. Im Zuge der Befreiung von Rangun wurden beträchtliche Informationen über die japanischen Einheiten gesammelt.

## Auflösung
Nachdem die Alliierten Truppen am 7. März 1945 Lashio erobert hatten, konzentrierten die Japaner sich nun auf den Krieg in Zentralburma und gaben die Nordfront auf. Die Operationen des Northern Combat Area Command (NCAC) wurden am 1. April eingestellt und seine Einheiten kehrten nach China und Indien zurück, woraufhin das Detachment 101 die verbleibenden militärischen Aufgaben des Northern Combat Area Command übernahm.
Die Einheit wurde am 12. Juli 1945 deaktiviert. Während ihrer Existenz eliminierten die Gruppen der Abteilung 101 5428 japanische Soldaten, nahmen 75 Japaner gefangen und retteten 574 alliierte Soldaten. Weniger als 30 Amerikaner und 184 einheimische Kachin-Soldaten wurden getötet, und nur 86 einheimisches Personal wurde gefangen genommen oder im Einsatz vermisst.
Weiterhin konnten 57 Brücken zerstört, 272 Fahrzeuge zerstört oder erbeutet, neun Züge zur Entgleisung gebracht und mehr als 15.000 Nachschubeinheiten vernichtet werden.